# Famille Pidjot
Les Pidjot sont une famille kanak importante dans la vie politique et économique de la Nouvelle-Calédonie, surtout dans le camp indépendantiste, ainsi que dans l'organisation coutumière du sud de la Grande Terre.

## Origines
Les Pidjot sont une famille issue de la lignée (ou clan) des Tée Bwahnu, ou Téin Bwahnu ou Teê Bwahnu, de la chefferie des Tijin Maa ou Teê Melebeng d’Uvanu à Pouébo. Les Tée Bwahnu étaient les premiers conseillers du chef, appelé Tijin ou Tée Tijin du clan Pabun Tijin mèn Wanpac, et les messagers pour Balade où ont accosté les premiers Européens (James Cook en 1774) ainsi que les premières missions catholiques (la mission d'Amata fondée en décembre 1843). Ils font partie des premiers à se convertir au catholicisme, et Hippolyte Bonou (1833-1867, parfois présenté, à tort d'après Jean Guiart, comme le « chef » ou « grand-chef » de Pouébo), est un soutien important de la mission. Leur tertre, appelé Pweyi, était voisin de celui d'un autre clan de la chefferie, les Pwawade (leur tertre est appelé Pêno, ce qui fait que l'endroit est désigné par l'appellation Pweyi ma Pêno). Ils résident avec le clan des Pijepaac (dont ils sont parfois présentés comme un sous-clan) au lieu-dit Wayara, correspondant aujourd'hui aux tribus de Saint-Adolphe et de Balade-Sainte-Marie), d'après Jean Guiart.
En 1855, des pères maristes issus de la mission d'Amata à Balade ainsi que des Kanak convertis au catholicisme de Pouébo fondent la mission de La Conception sur la côte sud-ouest de la Grande Terre, près du chef-lieu récemment fondé de la colonie française de Nouvelle-Calédonie, Port-de-France (future Nouméa). Parmi eux se trouve un ou plusieurs Pidjot. Ces Mélanésiens de la mission sont bientôt organisés par les autorités coloniales en une tribu, avec pour chef un Pidjot. Pidjo ou Pidjot est à l'origine un prénom utilisé dans plusieurs clans apparentés des Tée Bwahnu, est transformé en patronyme lors de l'enregistrement en état civil par la gendarmerie. Les Pidjot ici présentés, qui utilisent bien ce nom en tant que patronyme, descendent donc de ce Pidjot.
Pidjo ou Pidjot reste un prénom kanak utilisé dans le Nord de la Grande Terre.

## Généalogie des Pidjot de La Conception
N'est présenté ici qu'une généalogie incomplète, des Pidjot de La Conception
- Isidore PIDJOT (1854-  ) marié à Philomène, dont :
  - Joseph Pidjot (La Conception, 1er juin 1878 - La Conception, 15 février 1927), marié à Thérèse Gauthier (La Conception, 14 juin 1888 - La Conception, 6 juin 1918) :
    - Rock Déo Pidjot (1907-1990), chef de la tribu, président fondateur de l'Union des indigènes calédoniens amis de la liberté dans l'ordre (UICALO, association politique de défense des intérêts des Mélanésiens, liée à la Mission catholique) en 1946, premier président de l'Union calédonienne (UC, parti autonomiste dominant la scène locale des années 1950 à 1970, indépendantiste à partir de 1977) de 1956 à 1985, député de la Nouvelle-Calédonie de 1964 à 1986, conseiller général puis conseiller territorial de 1953 à 1979, ministre de l'Économie rurale au Conseil de gouvernement de Nouvelle-Calédonie de 1957 à 1962, vice-président (et donc chef politique de l'exécutif territorial) du Conseil de gouvernement et ministre des Finances, des Affaires économiques, du Plan, du Travail et de l'Habitat de 1962 à 1964, président de l'Assemblée territoriale de Nouvelle-Calédonie de 1976 à 1977, conseiller de la Région Sud et du Congrès du Territoire en 1985. Marié le 12 novembre 1930 à Scholastique Togna (La Conception, 1er mars 1914 - La Conception, 11 avril 1984), fondatrice en 1971 du Mouvement des femmes pour un souriant village mélanésien.
      - Philomène Pidjot (1931-2018), mariée à Benjamin Wamytan (du clan Kamboa Ouétcho, fils du grand-chef de Saint-Louis Léon Wamytan, lui-même chauffeur sur mine décédé à 57 ans d'une maladie pulmonaire) :
        - Rock Wamytan (1950- ), grand chef de la tribu de Saint-Louis et du district du Pont-des-Français depuis 1989, président du Front de libération nationale kanak et socialiste (FLNKS) de 1995 à 2001 et de l'UC de 1999 à 2001, conseiller de l'Assemblée de la Province Sud et du Congrès de 1989 à 2004 et depuis 2009, président du Congrès de la Nouvelle-Calédonie de 2011 à 2012, de 2013 à 2014 et depuis 2019, signataire de l'accord de Nouméa en 1998, conseiller municipal d'opposition au Mont-Dore de 1989 à 2001, membre du gouvernement de la Nouvelle-Calédonie chargé des Affaires coutumières et des Relations avec le Sénat coutumier et les Conseils coutumiers de 1999 à 2001 et de 2002 à 2004.
        - Léon Wamytan (1962- ), secrétaire général adjoint du gouvernement de la Nouvelle-Calédonie depuis 2011, docteur en droit public en 2013.

      - Joseph Goanetcha Pidjot (1934-2010), chef de la tribu de La Conception de 1988 à 2010, président du Conseil consultatif coutumier de 1993 à 1996, président du Conservatoire de l'igname de 1996 à 2010. Marié à Marie-Luce Wamytan, cousine germaine de Benjamin Wamytan, présidente du Mouvement des femmes pour un souriant village mélanésien depuis 1984, 5 enfants dont : 
        - Rose-Marie Pidjot, secrétaire à la direction diocésaine de l'enseignement catholique, mariée à un M. Edouard Forrest de Lifou, 3 enfants dont 2 engagés en politique : Mickaël Forrest et Omayra Naisseline.
        - Jean-Rock Pidjot (1963- ), chef de la tribu de La Conception depuis 2012, conseiller municipal d'opposition UC-FLNKS du Mont-Dore de 2011 à 2014. Marié à Pascale Gnibekan, 8 enfants.
        - Micheline Pidjot

    - Philémon Boula Pidjot (La Conception, 8 novembre 1912 - Nouméa, 2 août 1975), conseiller de gouvernement UC de 1972 à 1975, marié à Marguerite Grandel (26 février 1922 - 23 novembre 2014)
      - Nicolas Pidjot (9 août 1939-11 mars 2009), Ancien chef du clan Pidjot de La Conception Marié à Léta Gagne  (9 juin 1943) 7 enfants - (Yannick, Marie-Claire, Nadine, Viviane, Alain, Janine, Laurent) dont :
        - Nadine Pidjot mariée Allard, première femme kanak exerçant la profession d'Avocat.
        - Alain Pidjot, commence sa carrière comme VAT à la SLN à Doniambo dans le contrôle de gestion puis sollicité par Air Calédonie, il rejoint ensuite Aircal. A la demande de son oncle Raphaël Pidjot, il intègre la BCI qui vient d’être créée. À la suite du décès de son oncle, il bascule à la SMSP dont il faut maintenir les structures. Il est depuis Directeur Adjoint de l'Agence Calédonienne de l'Energie.(4 enfants)
          - Johan Pidjot, Lieutenant et pilote de chasse, a fait un retour en Nouvelle-Calédonie en Rafale.

      - Jean-Lucien Pidjot (6 décembre 1942), porte-parole de la tribu de La Conception et PDG du GDPL de la tribu de la Conception et Chef de clan Pidjot - 8 enfants : marié à Marie-Bernadette Brukoa, - 5 enfants (Franck, Karl, Myriam, Fabrice, Régina) puis à Marie-France Lémé - 3 enfants (Geoffrey, Coralie, Yoven)
      - Rock Pidjot marié à Yvette Falematagia, employé à la SLN - 3 enfants (Pricillia, Steeve, Jonathan)
      - Chantal Pidjot mariée à Wamytan puis à Verdier - 4 enfants (Didier, Daniel, Michelle, Corine)
      -  Odile Pidjot, mariée à Eugène Lecren (Mont-Dore, 18 août 1930 - Nouméa, 15 février 1978), 9 enfants (Hervé, Graziella, Manuella, Anthony, Nathalie, Gaël, William, Stéphane) dont : 
        - Anthony Lecren (1970- ), trésorier de l'UC de 2010 à 2017, membre du gouvernement de la Nouvelle-Calédonie chargé de l'Économie, du Commerce extérieur et du suivi des questions liées au Logement, au Transfert de l'Agence de développement rural et d'aménagement foncier (ADRAF) et des Relations avec le Conseil économique et social (CES) de 2011 à 2014, du Développement durable et de l'Aménagement foncier de 2011 à 2017, des Affaires coutumières, de l'Écologie, de la Gestion et conservation des Ressources naturelles de la ZEE, du suivi des ZODEP et des relations avec le Sénat coutumier de 2014 à 2017.

      - Suzanne Pidjot, mariée à Jean Mauron, Secrétaire de direction à la SLN, 2 enfants (Pascal, Frédérique)
      - Marie-Thérèse Pidjot mariée à Rock Wamytan, Mairie du Mont-Dore, 4 enfants (Gilles, Yohan, Natacha, Julien)
      - Marie-Cécile Pidjot mariée à Bernard Manta, Musée de la Nouvelle-Calédonie, 2 enfants (Béatrice, Olivier)
      - Andrée Pidjot mariée à Louis Thiama, Institutrice puis Directrice des Ecoles catholiques maternelles et primaires de La Conception, de Saint-Louis et de Yaté puis des Ecoles catholiques maternelles et primaires Luc Amoura (Paita), aussi Chargée de l'enseignement et la formation à la DDEC. (1983-2017) - 3 enfants (Ludovic, Olivia, Johanna)
      - Jacqueline Pidjot mariée à Slim Riahi, Directrice du GIE Tourisme Province Nord - Nouvelle-Calédonie - 3 enfants (Sheïma, Anaïs, Nawel)
        - Sheïma Riahi, Journaliste à Nouvelle-Calédonie La 1ère

      - Georgette Pidjot (La Conception, 7 avril 1949 - Paris, 28 décembre 2010), speakerine puis cadre de production à la télévision locale de 1966 à 2010. - 4 enfants (Véronique, Cédric, Caroline, Christopher)
        - Cédric Michaut, Caméraman à Nouvelle-Calédonie La 1ère

      - Raphaël Pidjot (1960-2000), diplômé de Science-Pro Grenoble, signataire des accords d'Oudinot de 1988, P-DG de la Société minière du Sud Pacifique (SMSP) de 1990 à son décès accidentel en 2000. 4 enfants mariée à Hélène Wanapo (Romuald et Joshua) puis à Scholastique Dhou (Yaël et Hemrick).
      - Charles « Charly » Pidjot (1962-2012), signataire des accords d'Oudinot de 1988 et de Nouméa de 1998, conseiller de l'Assemblée de la Province Sud et du Congrès de la Nouvelle-Calédonie de 1999 à 2004, président de l'UC de 2007 à 2012. - marié à Yvonne Levy 2 enfants (Ysmaël et Raphaël)

    - Joséphine Pidjot mariée Otonary
    - Alphonsine Pidjot mariée Ouaka Camille
    - Augustine Pidjot mariée Beraud

## Pidjot ou Pidjo de Pouébo
Certains membres de la famille Pidjot, ou Pidjo, restée à Pouébo se sont également engagés en politique au sein de l'UC, dont deux maires de la commune : 
- Lucio Pidjot de 1961 à 1971.
- Jean-Marc Pidjo de 1995 à 2001 : dissident de l'UC en 1998, il a participé à la création de la Fédération des comités de coordination indépendantistes (FCCI), conseiller de l'Assemblée de la Province Nord et du Congrès de la Nouvelle-Calédonie de 1999 à 2004. Il est de plus l'auteur d'un ouvrage ethnologique sur les clans de Pouébo, intitulé Le Mwa Teâma Mwalebeng et le fils du soleil : organisation de l'espace foncier kanak en pays mwalebeng et édité par Le Rocher-à-la-Voile : éditions du cagou à Nouméa en 2003.